# Китайски чернодробен метил
Китайските чернодробни метили (Clonorchis sinensis) са вид смукалници от семейство Opisthorchiidae.
Таксонът е описан за пръв път от Артур Лос през 1907 година.